# 兵庫県道573号芦屋鳴尾浜線
兵庫県道573号芦屋鳴尾浜線（ひょうごけんどう573ごう あしやなるおはません）は、兵庫県芦屋市から西宮市に至る一般県道である。

## 概要
芦屋市緑町から西宮市鳴尾浜に至る。
阪神高速5号湾岸線の側道的な道路である。夕日や夜景がきれいな道路として有名。通称「無料湾岸」。芦屋浜を起点に南芦屋浜へ潮風大橋を渡り、陽光町で阪神高速5号湾岸線と並走する深江浜から来た兵庫県道722号東灘芦屋線に交差し、阪神高速5号湾岸線に沿って鳴尾浜に至る。
平成30年台風第21号により、甲子園浜 - 鳴尾浜間の鳴尾橋に船舶が衝突して通行止となった。橋桁の交換で約1年後の2019年（令和元年）9月4日に復旧完了、通行止解除。

### 路線データ
- 起点：芦屋市緑町（芦屋公園南交差点）
- 終点：西宮市鳴尾浜（鳴尾浜交差点、阪神高速5号湾岸線 鳴尾浜出入口）
- 総延長：6.337 km

## 路線状況

### 通称
- 無料湾岸

### 道路施設

#### 橋梁
- 潮風大橋（芦屋市）
- 夙川橋（芦屋市 - 西宮市）
- 西宮港大橋（西宮市）
- 鳴尾橋（西宮市）

## 地理

### 通過する自治体
- 芦屋市
- 西宮市

### 交差する道路
| 交差する道路            | 市町村名 | 交差する場所  | 交差する場所                          |
| ----------------------- | -------- | ------------- | ------------------------------------- |
| 兵庫県道722号東灘芦屋線 | 芦屋市   | 陽光町        |                                       |
| 阪神高速5号湾岸線       | 芦屋市   | 陽光町        | 5-11 南芦屋浜出入口                   |
| 阪神高速5号湾岸線       | 西宮市   | 西宮浜2丁目   | 5-10 西宮浜出入口                     |
| 阪神高速5号湾岸線       | 西宮市   | 甲子園浜1丁目 | 5-09 甲子園浜出入口                   |
| 阪神高速5号湾岸線       | 西宮市   | 鳴尾浜1丁目   | 鳴尾浜交差点 / 終点 5-08 鳴尾浜出入口 |

### 沿線
- 芦屋公園
- 兵庫県立芦屋特別支援学校
- 阪神高速5号湾岸線 南芦屋浜PA
- 西宮市立総合教育センター付属西宮浜義務教育学校
- 甲子園浜野球場
- 甲子園浜公園